# Showtrial (série de televisão)
Showtrial é uma série de televisão britânica criada por Ben Richards e dirigida por Zara Hayes. É estrelada por Tracy Ifeachor e Céline Buckens. Com cinco episódios, a série começou a ser exibida pela BBC One em outubro de 2021.

## Enredo
Talitha Campbell (Céline Buckens) se torna a principal suspeita pelo assassinato de Hannah Ellis. Seu melhor amigo Dhillon (Joseph Payne) filho de um político de Westminster, é acusado ao lado dela.

## Elenco
- Tracy Ifeachor como Cleo Roberts
- Céline Buckens como Talitha Campbell
- Kerr Logan como James Thornley
- Lolita Chakrabarti como Meera Harwood
- Sharon D. Clarke como Virginia Hoult
- Sinéad Keenan como Detetive Paula Cassidy
- James Frain como Sir Damian Campbell[4]
- Christopher Hatherall como DC Andy Lowell
- Amy Morgan como Heidi McKinnon
- Elizabeth Rider como Isobel Cavendish
- Alec Newman como Dr Stephen Vendler
- Joseph Payne como Dhillon Harwood
- Rupert Holliday-Evans como  Brian Reeves
- Claire Lams como  Andrea Ellis
- Camilla Power como Cressida, Lady Campbell
- Lu Corfield como Emma Hemmings
- Amy Marston como Lydia Vendler
- Abra Thompson como Hannah Ellis
- Angus Castle-Doughty como Troy Manners
- Mika Simmons como Amanda Wilkinson[5]

## Prêmios e indicações
| Ano  | Prêmio             | Categoria                        | Resultado |
| ---- | ------------------ | -------------------------------- | --------- |
| 2022 | Emmy Internacional | Melhor Atriz para Céline Buckens | Indicado  |